# 鲍劳巴什·埃妮克
鲍劳巴什-米龙奇克·埃妮克（匈牙利語：Barabás-Mironcic Enikő，1986年7月21日—），罗马尼亚女子赛艇运动员。她曾代表罗马尼亚参加2008年和2012年夏季奥林匹克运动会赛艇比赛，其中2008年奥运会获得一枚铜牌。